# Georg Bleibtreu
Pour les articles homonymes, voir Bleibtreu.
Georg Bleibtreu, né à Xanten (Province de Rhénanie) le 27 mars 1828 et mort à Berlin (Royaume de Prusse) le 16 octobre 1892, est un peintre prussien principalement connu pour ses représentations de batailles.
Avec Georg Bleibtreu, Emil Hünten, Adolf Menzel et Wilhelm Camphausen, la peinture d'histoire au XIXe siècle atteint son sommet.

## Biographie

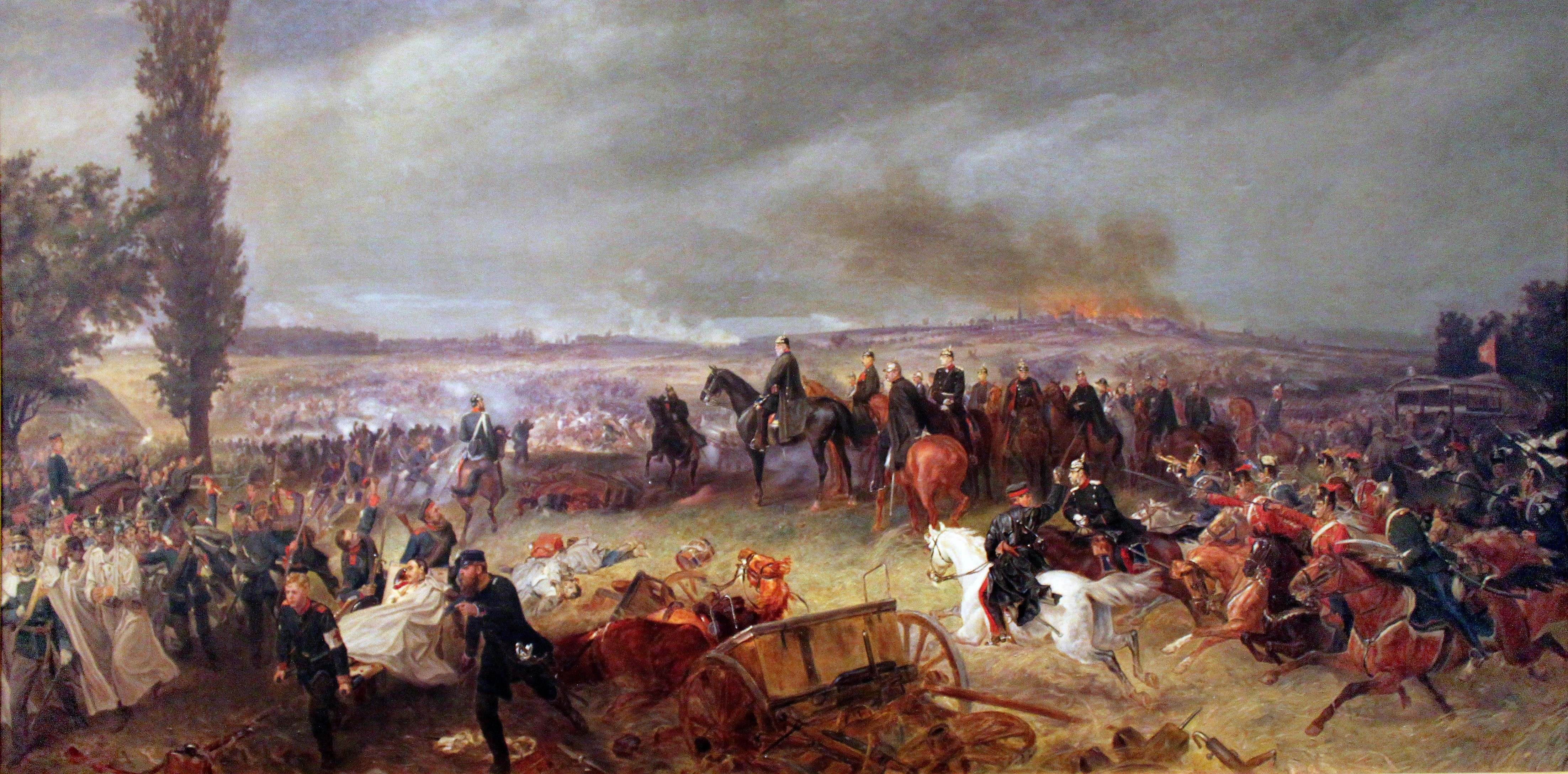
Bataille de Königgrätz

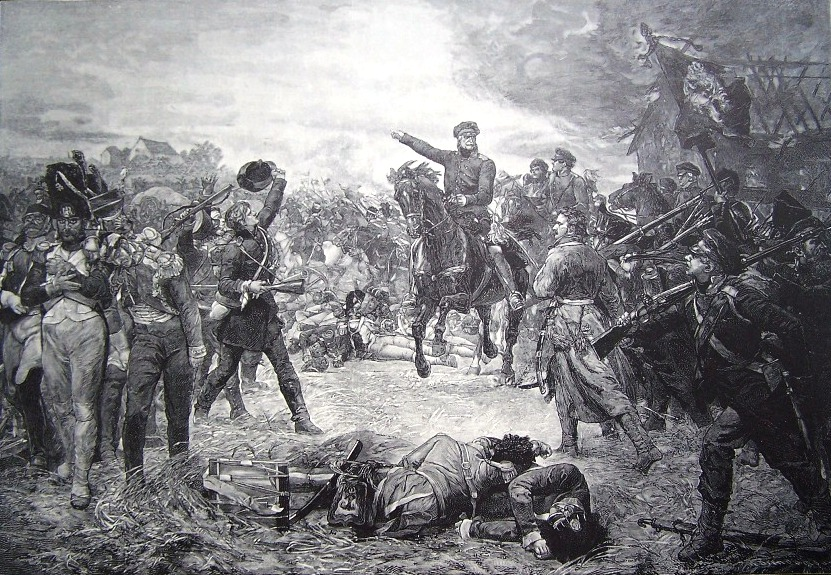
Blücher à Waterloo

Il a été illustrateur pour le Illustrirte Zeitung.
Il est le père de l'écrivain Karl Bleibtreu. Son fils utilise les notes paternelles de manière approfondie pour ses articles de revues d'histoire militaire sur la guerre franco-prussienne, publiés à partir des années 1890, et pour la série de livres Illustrierte Schlachtenschilderungen, illustrée par Christian Speyer.
Georg Bleibtreu est inhumé au cimetière cimetière Louise III à Berlin-Westend (Charlottenburg-Wilmersdorf).